# Aethaloperca
Aethaloperca is een monotypisch geslacht van straalvinnige vissen uit de familie van zaag- of zeebaarzen (Serranidae). Het geslacht is voor het eerst wetenschappelijk beschreven in 1904 door Fowler.

## Soort
- Aethaloperca rogaa (Forsskål, 1775)